# Arciera postalba
Arciera postalba är en fjärilsart som beskrevs av Sergius G. Kiriakoff 1960. Arciera postalba ingår i släktet Arciera och familjen tandspinnare. Inga underarter finns listade i Catalogue of Life.